# Spirobolellus instratus
Spirobolellus instratus är en mångfotingart som först beskrevs av Loomis 1941.  Spirobolellus instratus ingår i släktet Spirobolellus och familjen slitsdubbelfotingar. Inga underarter finns listade i Catalogue of Life.